# Barack Obama, Sr.
Barack Hussein Obama, Sr. (4 aprilie 1936 − 24 noiembrie 1982) a fost un economist guvernamental kenyan, și tatăl celui de-al 44-lea Președinte al Statelor Unite Barack Obama. El este un subiect central în memoriile fiului său, Visuri de la Tatăl meu.

## Tinerețea
Barack Hussein Obama, Sr. s-a născut în satul Kanyadhiang, Regiunea Rachuonyo pe malul Lacului Victoria din preajma Kendu Bay, Colonia Kenya, pe vremea colonizării Imperiului Britanic. A crescut în satul lui Nyang’oma Kogelo, Regiunea Siaya, Provincia Nyanza. Familia sa este memberă a Grupului etnic Luo.